# Правительство Эдварда Бенеша
Правительство Эдварда Бенеша — пятое чехословацкое правительство после провозглашения государства. Было правительством всенародной коалиции. Первоначально имело статус полу-временного кабинета. Пришло на смену беспартийному правительству Яна Чернего. Было поддержано «Пятёркой» (лидерами пяти крупнейших партий, которые обычно формировали правительственные коалиции в Чехословакии).
В течение 1922 года становится понятно, что Бенеш не может одновременно быть и премьер-министром и министром иностранных дел. Дипломатические обязанности часто отвлекали его из страны, и правительство должно было осуществлять свою деятельность в отсутствии премьер-министра на его заседаниях. Наконец, было заключено соглашение о создании правительства из представителей всех партий «Пятёрки». Премьер-министром назначен Антонин Швегла.

## Состав правительства
| Партия                                                            | Партия                                              | Портфель                                  | Министр          | Принятие поста   | Оставление поста |
| ----------------------------------------------------------------- | --------------------------------------------------- | ----------------------------------------- | ---------------- | ---------------- | ---------------- |
|                                                                   | Беспартийные министры                               | Председатель правительства                | Эдвард Бенеш     | 26 сентября 1921 | 7 октября 1922   |
| Министр иностранных дел                                           | Беспартийные министры                               |                                           | Эдвард Бенеш     | 26 сентября 1921 | 7 октября 1922   |
| Министр внутренних дел                                            | Беспартийные министры                               | Ян Черный                                 | 26 сентября 1921 | 7 октября 1922   |                  |
| Министр финансов                                                  | Беспартийные министры                               | Августин Новак                            | 26 сентября 1921 | 7 октября 1922   |                  |
| Министр по делам Словакии                                         | Беспартийные министры                               | Мартин Мичура                             | 26 сентября 1921 | 7 октября 1922   |                  |
|                                                                   | Чехословацкая социал-демократическая рабочая партия | Министр социального обеспечения           | Густав Габрман   | 26 сентября 1921 | 7 октября 1922   |
| Министр почты и телеграфа                                         | Чехословацкая социал-демократическая рабочая партия | Антонин Срба                              | 26 сентября 1921 | 7 октября 1922   |                  |
| Министр унификации                                                | Чехословацкая социал-демократическая рабочая партия | Иван Дерер                                | 26 сентября 1921 | 7 октября 1922   |                  |
| Министр народных поставок                                         | Чехословацкая социал-демократическая рабочая партия | Антонин Срба (и. о.)                      | 26 сентября 1921 | 7 октября 1922   |                  |
|                                                                   | Чехословацкая народная партия                       | Министр юстиции                           | Йосеф Доланский  | 26 сентября 1921 | 7 октября 1922   |
| Министр путей сообщения                                           | Чехословацкая народная партия                       | Ян Шрамек                                 | 26 сентября 1921 | 7 октября 1922   |                  |
|                                                                   | Республиканская партия чехословацкого села          | Министр школьного и народного образования | Вавро Шробар     | 26 сентября 1921 | 7 октября 1922   |
| Министр национальной обороны                                      | Республиканская партия чехословацкого села          | Франтишек Удржал                          | 26 сентября 1921 | 7 октября 1922   |                  |
| Министр сельского хозяйства                                       | Республиканская партия чехословацкого села          | Франтишек Станек                          | 26 сентября 1921 | 7 октября 1922   |                  |
|                                                                   | Чехословацкая социалистическая партия               | Министр общественных работ                | Алоис Тучный     | 26 сентября 1921 | 7 октября 1922   |
| Министр здравоохранения и физической культуры                     | Чехословацкая социалистическая партия               | Богуслав Врбенский                        | 26 сентября 1921 | 7 октября 1922   |                  |
|                                                                   | Национал-демократическая партия Чехословакии        | Министр промышленности и торговли         | Ладислав Новак   | 26 сентября 1921 | 7 октября 1922   |
| Министр внешней торговли (министерство ликвидировано 19. 1. 1922) | Национал-демократическая партия Чехословакии        |                                           | Ладислав Новак   | 26 сентября 1921 | 7 октября 1922   |